# NGC 6805
NGC 6805 ist eine elliptische Galaxie vom Hubble-Typ E1 im Sternbild Schütze am Südsternhimmel. Sie ist schätzungsweise 267 Millionen Lichtjahre von der Milchstraße entfernt.
Das Objekt wurde am 24. August 1834 von John Herschel mit seinem 18,7-Zoll-Spiegelteleskop entdeckt und später von Johan Dreyer in seinen New General Catalogue aufgenommen.